# パラグアイ空軍
パラグアイ空軍（パラグアイくうぐん、スペイン語: Fuerza Aérea Paraguaya）はパラグアイの空軍組織。

## 歴史
1912年1月1日、アスンシオンにてシルビオ・ペッティロッシ（Silvio Pettirossi）が操縦するファルマン製の航空機が飛行する。1916年10月17日にペッティロッシが操縦する航空機が墜落する。1922年9月3日に内乱勢力との交戦で初めて航空機が使用された。
1932年にチャコ戦争が勃発し、同年10月13日に初めての空中戦が展開される。
1940年7月15日、法令第2316号に基き7月26日を共和国空軍の日とされた。同年7月26日に正式に空軍として編制され同日は空軍記念日となる。
1941年7月26日にヌー・グアエス航空基地にて初めての落下傘降下が実施され、翌1942年7月26日に第1落下傘大隊が編成された。1954年3月26日に軍航空輸送（TAM）が首都とペドロ・フアン・カバレロ間の旅客運航を開始する。

## 組織
空軍総司令官（Comandante Interino de la Fuerza Aérea Paraguaya）の下、以下の職位・組織がある。2024年時点で現役兵総員2,750人。
- 空軍参謀本部（Estado Mayor General）
  - 人事局（A-1）
  - 情報局（A-2）
  - 作戦局（A-3）
  - 兵站局（A-4）
  - 国際問題局（A-5）
  - 財産部（A-6）
  - 体育部

- 特別参謀部（Estado Mayor Especial）
  - 電信局
  - 法務局
  - 情報処理局
  - 第4会計センター
  - 監査部
  - 宗教部

### 部隊・機関
- 第1航空旅団（Primera Brigada Aérea）
  - 旅団司令部
  - 戦術航空群
  - 輸送航空群
  - 特別輸送群
  - ヘリコプター群
  - 整備群

- 空挺旅団（Brigada Aerotransportada）
  - 落下傘大隊
  - 支援任務大隊
  - 落下傘学校大隊

- 兵站旅団（Brigada Logística）
  - 補給航空群
  - 軍需資材群
  - 経理業務局（Dirección del Servicio de Intendencia）
  - 保健業務局（Dirección del Servicio de Sanidad）
  - 地上輸送業務局（Dirección del Servicio de Transporte Terrestres）

- 航空教育機関総本部（Cuartel General Instituto Aeronáutico de Enseñanza）
  - 空軍指揮参謀学校（Escuela de Comando y Estado Mayor de la Fuerza Aérea）
  - 下士官学校（Escuela de Sub Oficiales）
  - 士官向上学校（Escuela de Perfeccionamiento de Oficiales）
  - 専門教育センター（Centro de Instrución Especializada）
  - 語学教育センター（Centro de Enseñanza y Traducción de Idiomas）
  - 予備士官形成・学生軍事指導センター（CIMEFOR）

- 空軍管区総本部（Cuartel General Regiones Aéreas）
  - 東部管区
    - ホセ・アルガニャ空軍基地（Base Aérea Cnel. DEM José M. Argaña）
    - チャコパイロット空軍基地（Base Aérea Aviadores del Chaco）
    - ジャシイ・レタ空軍基地（Base Aérea Yasy Reta）

  - 西部管区
    - アドリアン・ハラ空軍基地（Base Aérea Adrian Jara）
    - ペラヨ・プラッツ・ギル空軍基地（Base Aérea Tte. 2° Pelayo Pratts Gill）
    - ヌエバ・アスンシオン空軍基地（Base Aérea Nueva Asunción）

  - 農林局（Dirección Agropecuaria y Forestal）
  - 環境局（Dirección Ambiental）
  - 気象局（Dirección Meteorología）
  - 輸送作業場局（Dirección Transporte y Talleres）

## 装備

### 航空機

#### 固定翼機
- ビーチ 58 バロン × 1機[1]
- CASA C-212-200 × 4機[1]
- CASA C-212-400 × 1機[1]
- セスナ 208B グランドキャラバン × 3機[1]
- セスナ 208 グランドキャラバンEX × 2機[1]
- セスナ 310 × 1機[1]
- セスナ 402B × 1機[1]
- セスナ U206 ステーショネア × 2機[1]
- セスナ 680 ソヴリン × 1機[1]
- デ・ハビランド・カナダ DHC-6 ツイン・オッター × 1機[1]
- パイパー PA-32R サラトガ（EMB-721C Sertanejo） × 1機[1]
- A-29 スーパーツカノ × 6機（発注中、2025年6月時点で4機受領）[2]
- エンブラエル EMB-312 ツカノ × 6機[1]
- T-25 ユニバーサル × 6機[1]
- T-35A ピラン × 6機[1]
- T-35B ピラン × 3機[1]

#### 回転翼機
- HB-350 × 3機[1]
- UH-1H × 12機[1]
- ベル 407 × 1機[1]
- ベル 427 × 1機（要人輸送機）[1]

#### 退役
- AT-33A
- ボーイング707-321B
- C-47
- PZL 104
- エンブラエル EMB-326
- ヒューズ 300

## 階級
| 士官           |                           |      |
| 空軍大将       | General del aire          | OF-9 |
| 空軍中将       | General de división aérea | OF-8 |
| 空軍少将       | General de brigada aérea  | OF-7 |
| 空軍大佐       | Coronel                   | OF-5 |
| 空軍中佐       | Teniente coronel          | OF-4 |
| 空軍少佐       | Mayor                     | OF-3 |
| 空軍大尉       | Capitán                   | OF-2 |
| 空軍中尉       | Teniente primero          | OF-1 |
| 空軍少尉       | Teniente                  | OF-1 |
| 空軍士官候補生 | Subteniente               | OF-D |
| 下士官         |                           |      |
| 空軍准尉       | Suboficial principal      | OR-9 |
| 空軍上級曹長   | Suboficial mayor          | OR-8 |
| 空軍曹長       | Subofcial                 | OR-8 |
| 空軍1等軍曹    | Sargento ayudante         | OR-7 |
| 空軍2等軍曹    | Sargento primero          | OR-7 |
| 空軍3等軍曹    | Vice sargento primero     | OR-6 |
| 空軍伍長       | Sargento segundo          | OR-5 |
| 兵卒           |                           |      |
| 航空兵長       | Cabo primero              | OR-4 |
| 1等航空兵      | Cabo segundo              | OR-3 |
| 2等航空兵      | Soldad                    | OR-1 |